# 台湾総督府文教局
台湾総督府文教局（たいわんそうとくふぶんきょうきょく）は、台湾総督府に置かれた内部部局。台湾における文教・宗教・社会行政を管掌した。

## 概要
1895年（明治28年）5月、台湾総督府が設置され、その民政局に学務部が設置された。これが文教局の嚆矢である。1897年（明治30年）11月、学務部が廃止された。
1911年（明治44年）10月、学務部が設置されたが、1919年（大正8年）6月に廃止された。
1926年（大正15年）10月、文教課が独立し文教局が設置され、1945年（昭和20年）10月に台湾総督府が廃止されるまで存続した。

## 沿革
- 1895年（明治28年）5月 - 台湾総督府民政局に学務部を設置[1]。
- 1896年（明治29年） - 教務課、編纂課を置く。
- 1897年（明治30年）11月 - 学務部が廃止され[2]、民政局に学務課を置く。
- 1898年（明治31年）6月 - 民政局が民政部となる。
- 1901年（明治34年）11月 - 民政部に総務局を設置し[3]、学務課が所属する。
- 1909年（明治42年）10月 - 総務局を内務局に改編し[4]、学務課が所属。
- 1911年（明治44年）10月 - 学務部を設置し[5]、学務課、編修課を置く。
- 1919年（大正8年）
  - 6月 - 学務部が廃止され[6]、新に設置した内務局に学務課、編修課を置く。
  - 8月 - 民政部を廃止[7]。
- 1924年（大正13年）12月 - 学務課が文教課に名称変更。
- 1926年（大正15年）10月 - 文教課が独立し文教局を設置し[8]、学務課、社会課、編修課を置く。
- 1938年（昭和13年）8月 - 文教局に附属国民精神研修所を設置[9]。
- 1942年（昭和17年） - この年の設置課は、督学室、学務課、編修課、錬成課、社会課の一室四課。
- 1943年（昭和18年） - この年の設置課は、学務課、編修課、錬成課、社会課の四課。

## 機構
1945年現在。
- 文教局
  - 庶務係、教学課、援護課

関連する総督府所属官署として、台北帝国大学、官立学校、図書館、国民精神研修所、台湾神社臨時造営事務局、台湾総督府博物館などが置かれた。

## 歴代文教局長・学務部長
| 氏名                     | 在任期間                        | 備考                              |
| 台湾総督府民政局学務部長 | 台湾総督府民政局学務部長        | 台湾総督府民政局学務部長          |
| ------------------------ | ------------------------------- | --------------------------------- |
| 伊沢修二                 | 1895年5月21日 - 1896年3月31日   | 心得                              |
| 伊沢修二                 | 1896年4月1日 - 1897年7月29日    |                                   |
| 児玉喜八                 | 1897年7月30日 - 1897年11月1日   | 心得・1897.11.1以降、学務課長心得 |
| （学務部廃止）           |                                 |                                   |
| 台湾総督府民政部学務部長 |                                 |                                   |
| 隈本繁吉                 | 1911年10月16日 - 1913年9月30日  | 心得                              |
| 隈本繁吉                 | 1913年9月30日 - 1919年6月30日   |                                   |
| （学務部廃止）           |                                 |                                   |
| 台湾総督府文教局長       |                                 |                                   |
| 木下信                   | 1926年10月12日 - 1927年2月22日  | 事務取扱                          |
| 石黒英彦                 | 1927年2月22日 - 1929年8月10日   |                                   |
| 杉本良                   | 1929年8月10日 - 1931年5月8日    |                                   |
| 大場鑑次郎               | 1931年5月8日 - 1932年3月15日    |                                   |
| 安武直夫                 | 1932年3月15日 - 1935年4月1日    |                                   |
| 深川繁治                 | 1935年4月1日 - 1936年10月16日   |                                   |
| 島田昌勢                 | 1936年10月16日 - 1940年11月13日 | 心得                              |
| 梁井淳二                 | 1940年11月13日 - 1942年7月3日   |                                   |
| 西村高兄                 | 1942年7月3日 - 1944年3月20日    |                                   |
| 森田俊介                 | 1944年3月20日 - 1945年2月28日   |                                   |
| 成田一郎                 | 1945年2月28日 - 1945年3月22日   | 事務取扱                          |
| 西村徳一                 | 1945年3月22日 -                 |                                   |